# Мартін Єґер
Мартін Єґер (20 грудня 1987 , Валенштадт ) — швейцарський біатлоніст і лижник, чемпіон Європи з біатлону 2021 року, срібний призер чемпіонату світу серед юніорів.

## Життєпис

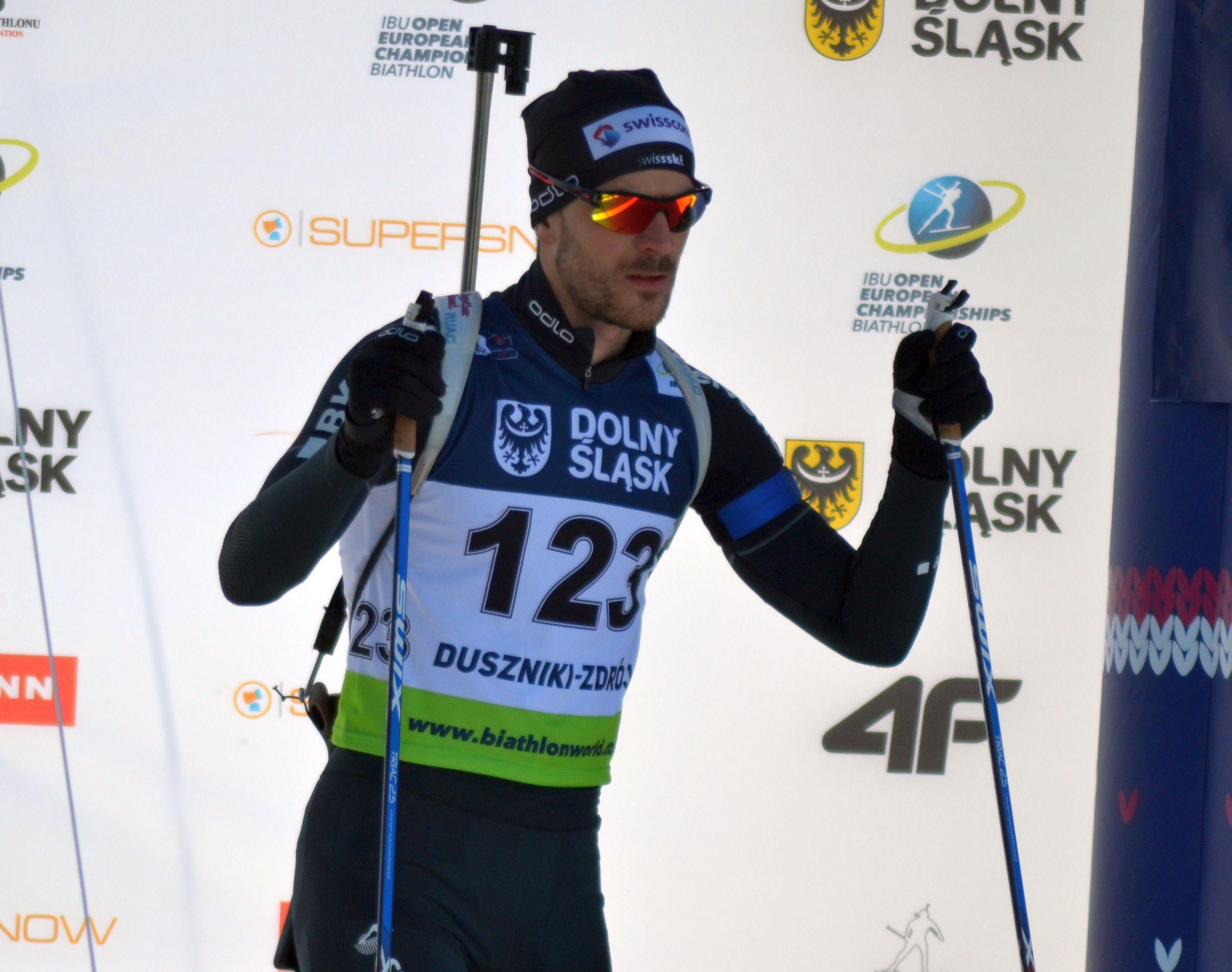
Мартін Єґер, 2017 рік

Мартін Еґер народився 20 грудня 1987 року в місті Валенштадті, де живе і нині.
Вперше в міжнародних змаганнях Мартін взяв участь 2006 року на етапі кубка світу з лижних перегонів, що відбувся в Давосі, де в спринті посів 23-тє місце. Три роки по тому на змаганнях у Рибинську спортсмен потрапив до першої десятки, посівши дев'яте місце у спринті вільним стилем. А ще спортсмен взяв участь у чемпіонаті світу з лижних перегонів, де, зокрема, посів 35-те місце в спринті. Вже 2011 року в Рибінську спортсменові вдалося посісти четверте місце. На чемпіонаті світу з лижних видів спорту 2011 року в норвезькому Гольменколлені в спринті Мартін посів одинадцяте місце.
Дебют спортсмена на міжнародних змаганнях з біатлону відбувся 2014 року, коли він взяв участь у Кубку IBU 2014-2015. Серед його перших найкращих результатів — 25-те місце в спринті в Кенморі. На Чемпіонаті Європи 2015 року, що відбувся в Отепяе в Естонії, спортсмен посів 46-те місце в індивідуальних перегонах. На одному з етапів Кубка світу з біатлону Мартін посів 75-те місце у своїх перших перегонах такого рівня.
Надалі, на чемпіонаті світу з біатлону 2016 у Гольменколлені Мартін посів 48-ме місце у спринті та 55-те — в перегонах переслідування.

## Результати за кар'єру в лижних перегонах
Усі результати наведено за даними Міжнародної федерації лижного спорту.

### Чемпіонати світу
| Змагання      | Спринт        | Спринт         | 15 км         | 15 км          | Перегони пер. 2 × 15 км | 50 км | Естафета | Естафета  |
| Змагання      | вільн. стилем | класич. стилем | вільн. стилем | класич. стилем | Перегони пер. 2 × 15 км | 50 км | Спринт   | 4 × 10 км |
| 2009 Ліберець | 35            | Не пров.       | Не пров.      | —              | —                       | —     | —        | —         |
| 2011 Осло     | 11            | Не пров.       | Не пров.      | —              | —                       | —     | —        | —         |

### Кубки світу
- Найвище місце в загальному заліку: 69-те 2012.
- Найвище місце в окремих перегонах: 4-те.

#### Підсумкові місця в Кубку світу за роками
| Сезон     | Заг. залік | Спринт |
| 2005-2006 | 144        | 64     |
| 2008-2009 | 86         | 41     |
| 2010-2011 | 84         | 45     |
| 2011-2012 | 69         | 31     |
| 2012-2013 | 118        | 68     |
| 2013-2014 | 86         | 38     |

## Результати за кар'єру в біатлоні
Усі результати наведено за даними Міжнародного союзу біатлоністів.

### Чемпіонати світу
| Змагання       | Інд. перегони | Спринт | Перегони пер. | Мас-старт | Естафета | Змішана ес. | Од. змішана ес. |
| -------------- | ------------- | ------ | ------------- | --------- | -------- | ----------- | --------------- |
| Осло 2016      | —             | 48     | 55            | —         | —        | —           | Не пров.        |
| Естерсунд 2019 | 73            | 45     | 46            | —         | —        | —           | —               |
| Поклюка 2021   | 75            | 44     | 43            | —         |          | —           | —               |

### Чемпіонати Європи
Золота медаль 2021 року в Душники-Здруй.  

### Кубки світу
- Найвище місце в загальному заліку: 58-те 2019 року.
- Найвище місце в окремих перегонах: 14-те.

#### Підсумкові місця в Кубку світу за роками
| Сезон     | Заг. залік | Інд. перегони | Спринт | Перегони пер. | Мас-старт |
| 2015-2016 | 104        |               | 91     |               |           |
| 2016-2017 | 85         |               | 73     |               |           |
| 2017-2018 |            |               |        | -             |           |
| 2018-2019 | 58         |               | 52     | 55            | 46        |
| 2019-2020 |            |               |        |               |           |